# المثرائية
المِثرائية، وتُعرف أيضًا بالأسرار المِثرائية، (وتُكتب: الميثرائية) هي ديانة إيرانية باطنية ترتكز على الإله مثرا. كان أصل هذا الدين في إيران ، لكن مركزه كان في روما. كانت هذه الأسرار شائعة بين الجيش الروماني في الفترة من القرن الأول حتى القرن الرابع الميلادي. أساس هذا الدين القائم على العبادة إله الإيراني ، الذي كان يعرف باسم الإله الفارسي قبل المجوس وحتى العصر الساسانيون ، كإله العهد والعهد ، هم النور والمحارب والطاهرة والنجاسة ، أي ميترا (بالفارسية الوسطى: مهر) هل.
يمتلك متعبدو المِثرائية نظامًا معقدًا من سبع مراحل من الانضمام ووجبات شعائرية جماعية. يُطلق المنضمون الجدد على أنفسهم لقب سينديكسوي (المتحدون بمصافحة الأيدي)، يلتقون في معابد تحت الأرض، يُطلق عليها الآن اسم ميثراي، ونجا منها عدد كبير. يبدو أن مركز الطائفة كان روما، وكانت ذائعة الصيت في النصف الغربي من الإمبراطورية، إلى الجنوب في أفريقيا الرومانية ونوميديا وإلى الشمال حتى بريطانيا الرومانية وباتساع أقل في سوريا الرومانية في الشرق.
يُنطر إلى المِثرائية على أنها عدو للمسيحية المبكرة. واجه الميثرائيون في القرن الرابع اضطهادًا من المسيحيين مع المراسيم المعادية للوثنية للإمبراطور المسيحي ثيودوسيوس ونتيجةً لذلك قُمع الدين وأنهي من الإمبراطورية بحلول نهاية ذلك القرن.
ساهمت الكشوف الأركيولوجية الكثيرة بما فيها أماكن الاجتماعات والآثار والتحف في المعرفة الحديثة عن المِثرائية في الإمبراطورية الرومانية. تُظهر المشاهد الأيقونية للإله مثرا على أنه ولد من صخرة ويذبح ثورًا ويتشارك مأدبة مع الإله سول (الشمس). أظهرت 420 موقعًا موادًا تتعلق بهذه الطائفة. من بين القطع التي عُثر عليها هناك ألف نقش و700 مثال عن مشهد قتل الثور وحوالي 4000 من الآثار الأخرى. قُدر وجود 680 ميثراي (معبد خاص بالميثرائيين) في روما، لم ينجُ أي سرد أو لاهوت عن ذلك الدين، وتوجد معلومات محدودة يمكن استخلاصها من تلك النقوش ومراجع مختصرة أو عابرة من الإغريق والأدب اللاتيني. يبقى تفسير تلك الأدلة المادية إشكالية وأمرًا متنازعًا عليه.

## الاسم

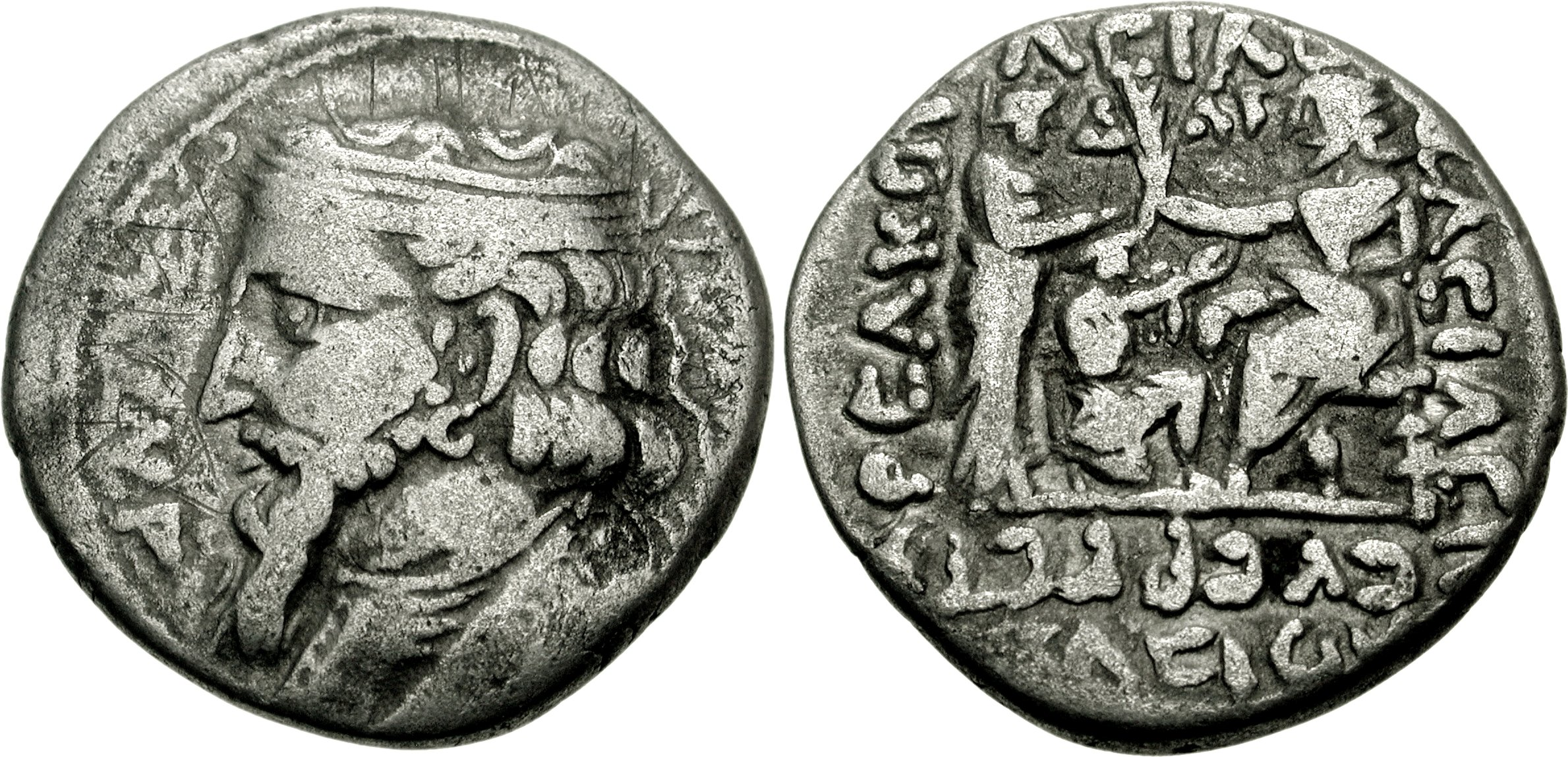
عملة الملك الفارسي أرتابانوس الثاني (حوالي 128-124 قبل الميلاد). يُظهر الرسم الهلنستي على ظهره الملك راكعًا أمام إله شبيه بأبولو، يُعتقد أنه مثرا.

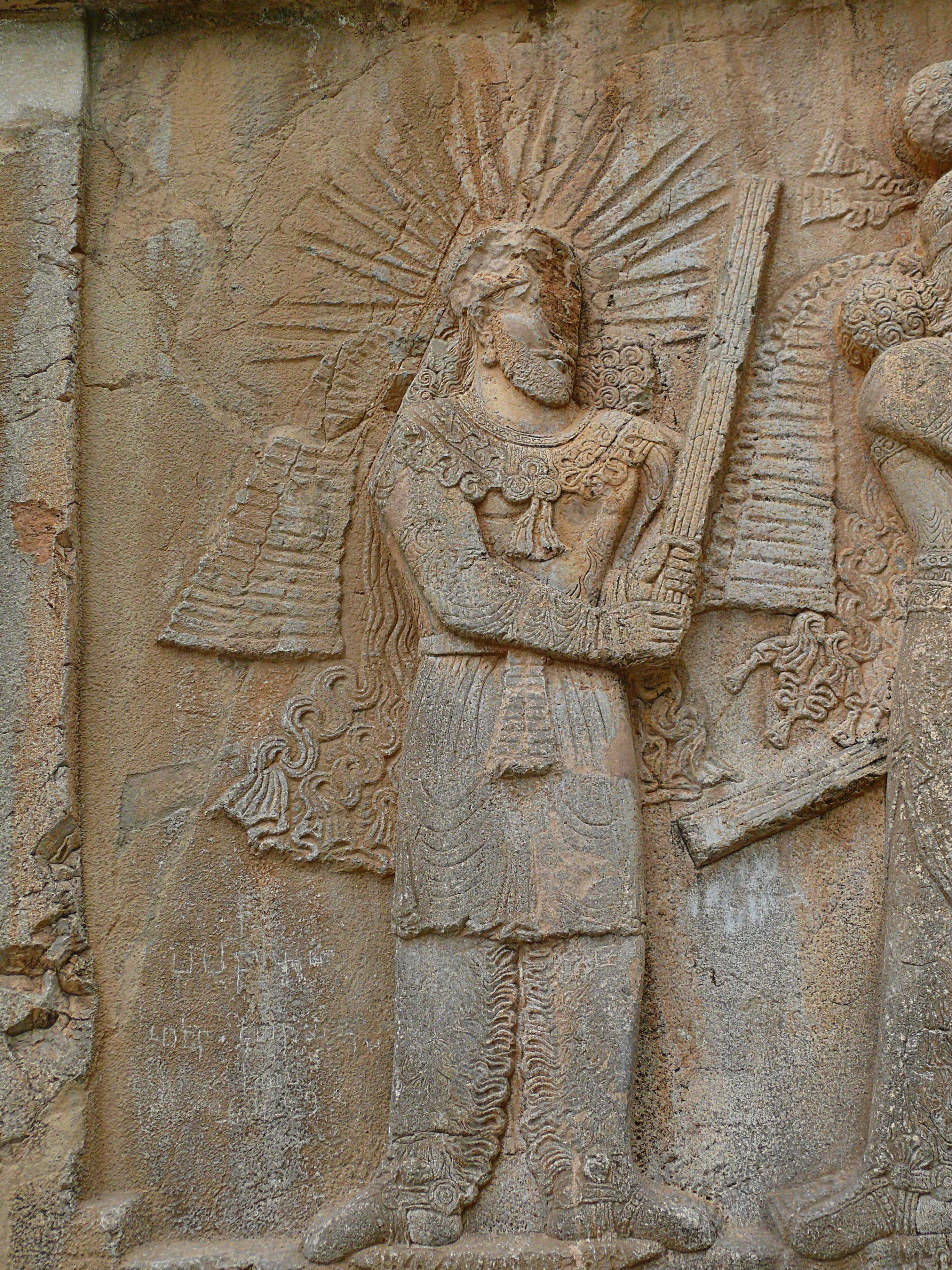
الإله مثراعلى نقش صخري لسابور الثاني في طق بستان يظهر النقش الصخري للملك الساساني سابور الثاني (309-79 قبل الميلاد) في طق بستان، المعروف أيضًا باسم طق البستان الأول، مشهدًا مزدوجًا من التنصيب والنصر.

يُعد مصطلح المِثرائية خلاصةً حديثة. يُشير إليه الكتاب من روما بعبارات مثل الأسرار المِثرائية أو أسرار مثرا أو أسرار الفارسيين. تُشير المصادر الحديثة أحيانًا إلى الدين الغريكوروماني بالمِثرائية الرومانية أو المِثرائية الغربية لتمييزها عن العبادة الفارسية للإله مثرا.

### أصل المِثراس
الاسم مثراس هو شكل من أشكال الإله مثرا، وهو الاسم الفارسي للإله الفارسي القديم وهي علاقة فهمها دارسو المِثرائية منذ أيام فرانزكومونت. يوجد مثال مبكر للشكل الإغريقي للاسم وهو عمل كتبه زينوفون في القرن الرابع قبل الميلاد واسمه سيروبايديا وهو سيرة ذاتية للملك الفارسي كسرى العظيم.
يختلف الشكل التام للكلمة اللاتينية أو الإغريقية الكلاسيكية بسبب العملية القواعدية للتصريف. يوجد دليل أركيولوجي على أن المتعبدين اللاتين كتبوا الشكل المرفوع لاسم الإله مثرا. ويوجد في النص الإغريقي للفيلسوف بورفيري «دي آبستينينتيا» مرجع إلى التواريخ المفقودة حاليًا للأسرار المِثرائية التي كتبها إيبولوس وبالاس، إذ يقترح تأصيل الكلمة وجود مؤلفين تعاملوا مع الاسم مثرا بصفته كلمة غريبة جامدة.
تتضمن أسماء الآلهة المرتبطة ما يلي:
- المثرا السنسكريتي الذي يُشاد به في ريغ فيدا. في السنسكريتية تعني كلمة مثرا الصديق أو الصداقة.
- وُجد الشكل ميترا في قطعة منقوشة لمعاهدة بين الحثيين ومملكة ميتاني منذ ما يقارب 1400 سنة قبل الميلاد.

يُعتقد ان كلمة ميترا الإيرانية وكلمة ميترا السنسكريتية آتية من الكلمة الهندوإيرانية ميترا وتعني عقد/اتفاق/معاهدة.
لدى المؤرخين المعاصرين فهم مختلف عما إذا كانت تلك الأسماء تُشير إلى ذات الإله أم لا. كتب جون ر. هينيلس أن ميترا/ميثرا/مثرا يمثل إلهًا واحدًا يُعبد في ديانات مختلفة عديدة. اعتبر دافيد أولانسي أن المثرا الذي يذبح الثور هو إله جديد بدأت عبادته في القرن الأول قبل الميلاد، وطُبق عليه الاسم القديم.
كتبت ماري بويس وهي باحثة في الأديان الإيرانية القديمة أنه وعلى الرغم من أن المِثرائية في الإمبراطورية الرومانية تمتلك محتويات إيرانية أقل مما يعتقد المؤرخون، يؤكد الاسم مثرا لوحده أن المحتوى ذو أهمية معينة.

## الأيقونية
يُعرف الكثير عن المِثرائية فقط من خلال النقوش والمنحوتات. كانت هناك عدة محاولات لتفسير تلك المواد.

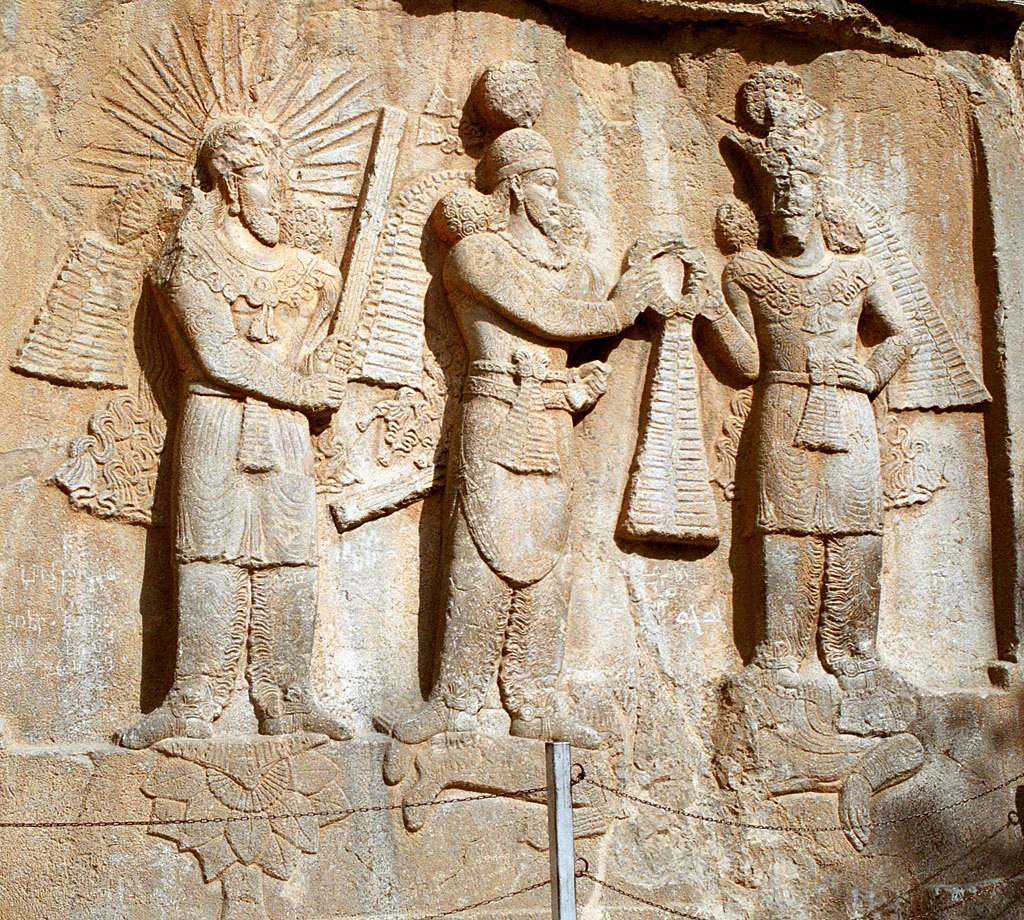
تنصيب الإمبراطور الساساني أردشير الثاني (القرن الثالث الميلادي نقش بارز في طق بستان بإيران. على اليسار يقف يازاتا مثرامع بار صوم مرتفع يقدس التنصيب.

تميزت عبادة المِثرائية في الإمبراطورية الرومانية بصور الإله الذي يذبح ثورًا. عُثر على صور أخرى لمثرا في المعابد الرومانية، على سبيل المثال، مأدبة مثرا مع الإله سول وتصوير ولادة مثرا من صخرة، ولكن صورة ذبح الثورة دائمًا ما تحتل مركز المحراب، تُعد المصادر المكتوبة لإعادة إنشاء نظرية لاهوتية خلف هذه الأيقنة نادرةً جدًا.
يبدو أن ممارسة تصوير ذبح الثور متركزة فقط في المِثرائية الرومانية. وفقًا لدافيد أولانسي، يُعد هذا أكثر مثال مهم على الفرق الواضح بين التقاليد الإيرانية والرومانية. يقول: «لا يوجد دليل أن الإله الإيراني مثرا له علاقة أبدًا بقتل الثور».

### مشهد ذبح الثور

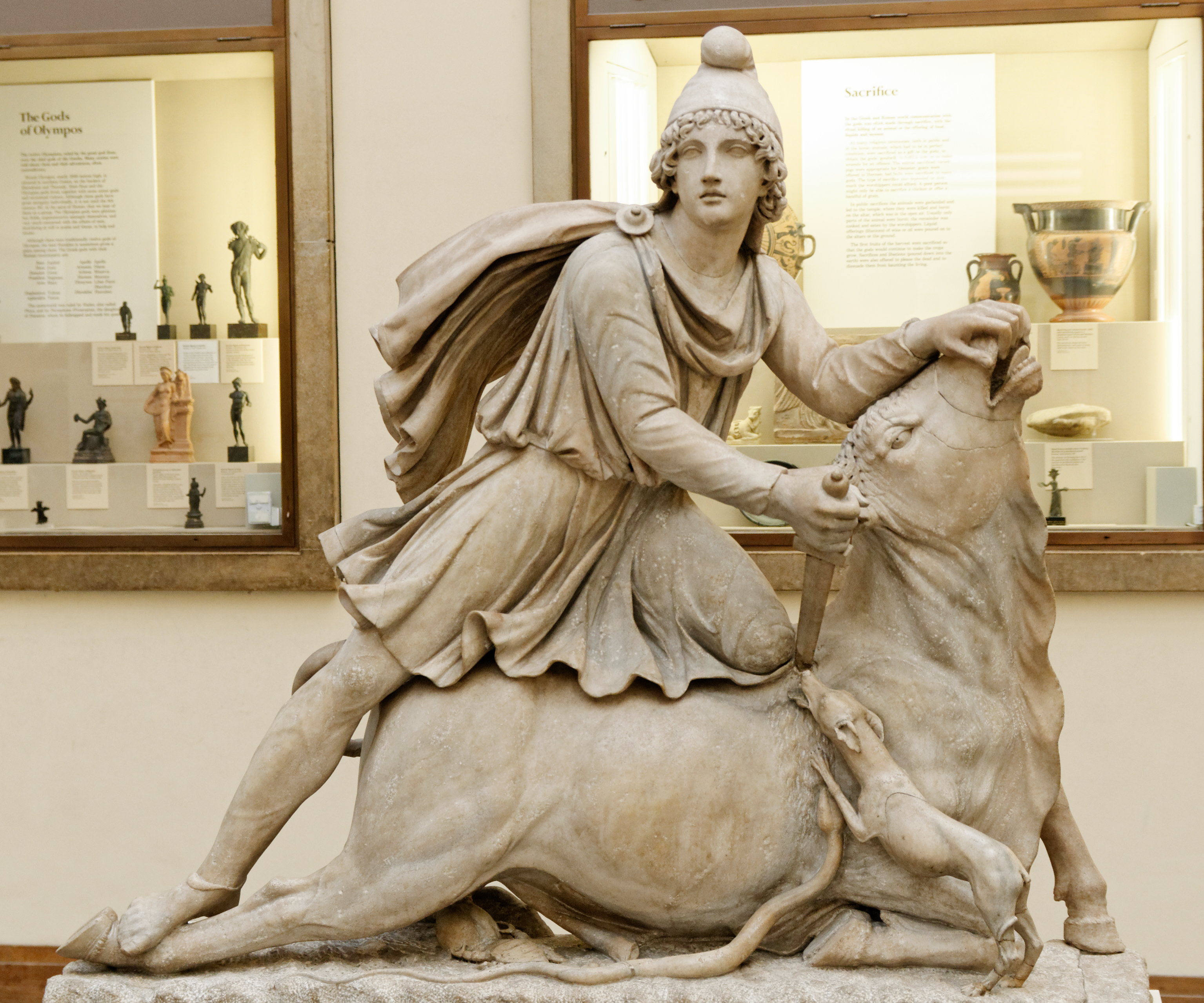
مثرا يذبح الثور. عمل فني روماني من الرخام، في القرن الثاني الميلادي. من روما. يرمز للإنتصار علي الشر الممثل في الشيطان.

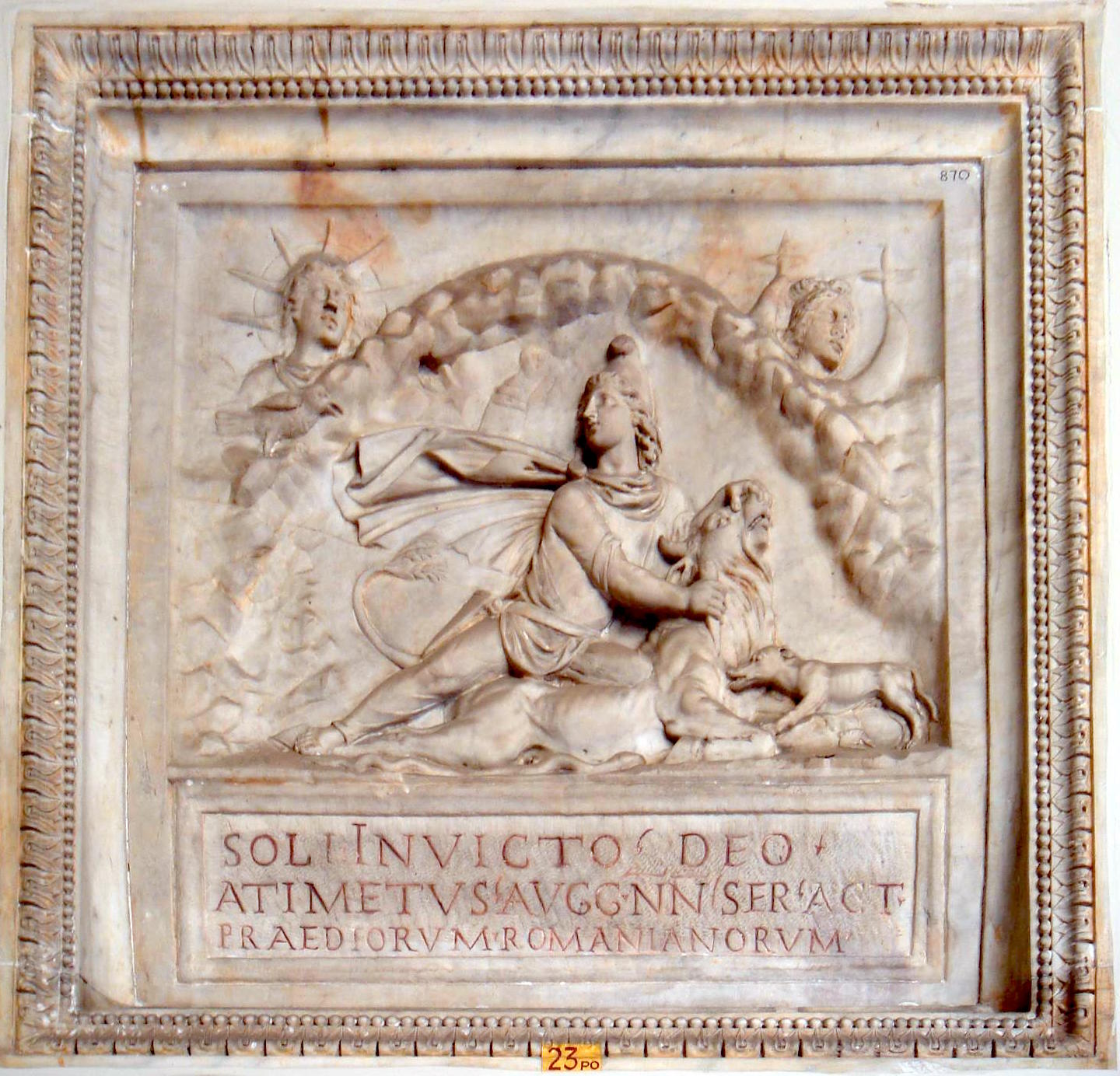
إله الشمس الذي لا يُقهر سول إنفكتوس يحيط بمثراوهو يقتل الثور.

يوجد في كل معبد ميثرائي قطعة مركزية تمثل قتل مثرا لثور مقدس وهو فعل يُطلق عليه «تاوركتوني». قد تكون الصورة نقشًا أو قائمة بذاتها، وقد توجد تفاصيل جانبية أو تكون نافرة. في القطعة المركز يبرز مثرا مرتديًا الزي الأناضولي ومنتعلًا القبعة الفريجية، ويجثو بركبتيه على الثور المنهك رافعًا إياه من خياشيمه بيده اليسرى ويطعنه بيده اليمنى. عندما يفعل ذلك ينظر من فوق كتفه باتجاه صورة سول، ويوجد كلب وأفعى يتجهان نحو الدم، يستولي ثعبان على أعضاء الثور التناسلية، ويُحلق غَدّاف حولهم أو يحط على الثور، وتُرى ثلاثة سنابل من القمح تخرج من ذيل الثور، أحيانًا من الجرح، غالبًا ما يكون الثور أبيض. يجلس الإله على الثور بطريقة غير اعتيادية إذ تقبض قدمه اليمنى على حافر الثور بينما تنبسط قدمه اليسرى على ظهر الثور أو خاصرته. يتوزع حملة الشموع على جانبي مثرا ويلبسان كما يلبس مثرا، إذ يُشير كاوتيس بشمعته إلى الأعلى وكاوتوبيتس يُشير بشمعته إلى الأسفل. في بعض الأحيان يحمل كاوتيس وكاوتوبيتس عصي الرعاة بدلًا من الشموع.
يحدث هذا المشهد داخل المغارة التي يحمل إليها مثرا الثور بعد أن يصطاده ويركب فوقه وينهك قواه. في بعض الأحيان تكون المغارة محاطة بدائرة تظهر فيها الإشارات الإثني عشر للأبراج. خارج المغارة في أقصى اليسار توجد الشمس بتاجها المشتعل وغالبًا ما تقود كوادريغا (عربة تجرها أربعة أحصنة)، ينسل شعاع من الضوء ليلمس مثرا. في أقصى اليمين توجد لونا بهلالها، والتي غالبًا ما تكون تقود بيغا (عربة يجرها حصانان).
يُؤطَر مشهد الذبح المركزي في بعض التصاوير بسلسلة من المشاهد الجانبية إلى اليسار والأعلى واليمين راسمةً أحداثًا في صلب السرد الميثرائي، ولادة مثرا من صخرة، معجزة الماء، اصطياد وركوب الثور، ملاقاة سول الذي يركع له، مصافحة سول وتناول وجبة معه من أجزاء الثور والصعود إلى الجنة بالعربة. في بعض الحالات، مثل أيقونة الجص الموجودة في المعبد الميثرائي سانتا بيرسكا في روما، يظهر الإله بعُري بطولي. أنشئت بعض هذه النقوش بحيث يمكن تدويرها على محور. على الجانب الخلفي يوجد مشهد موضح أكثر للوليمة. يبين هذا أن مشهد قتل الثور استُخدم في الجزء الأول من الاحتفالية وبعدها يُقلب النقش ويُستخدم الجزء الثاني من الاحتفالية. بالإضافة إلى الأيقونة الرئيسة للطائفة، عُثر على مشاهد ذبح الثور الثانوية في عدة معابد ميثرائية ونماذج محمولة قد تكون مخصصة للتضرع الخاص.

## معرض صور

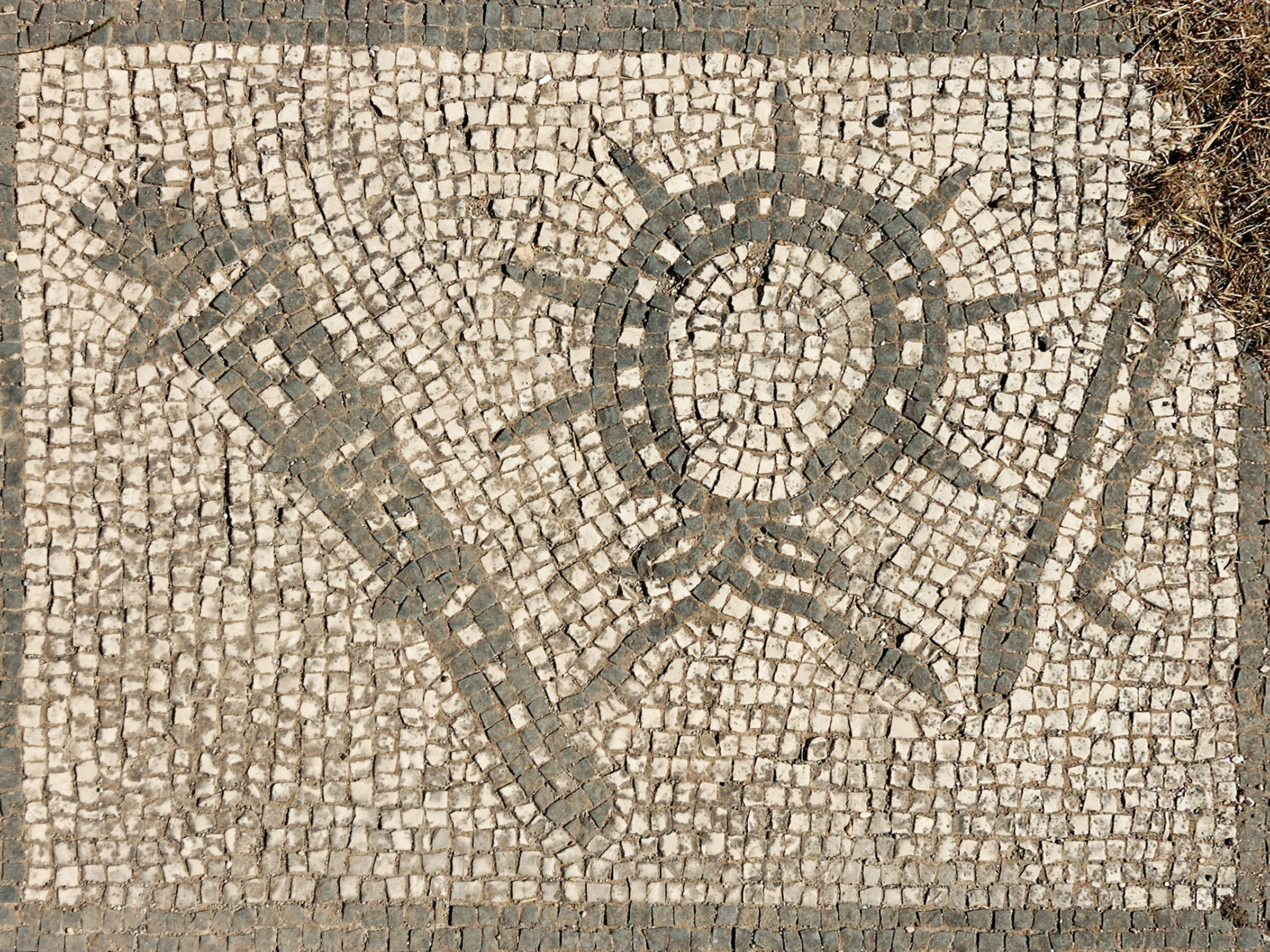
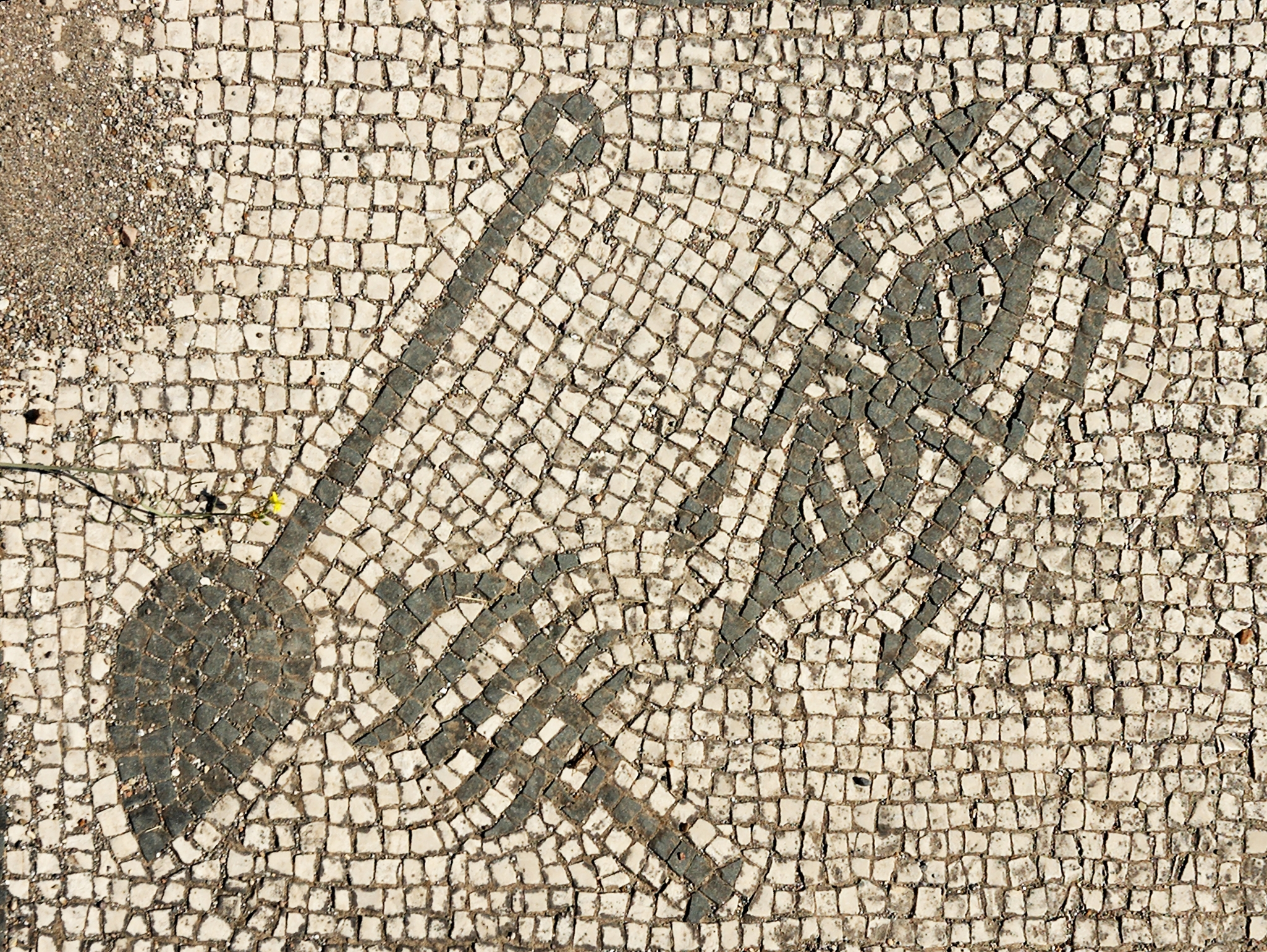
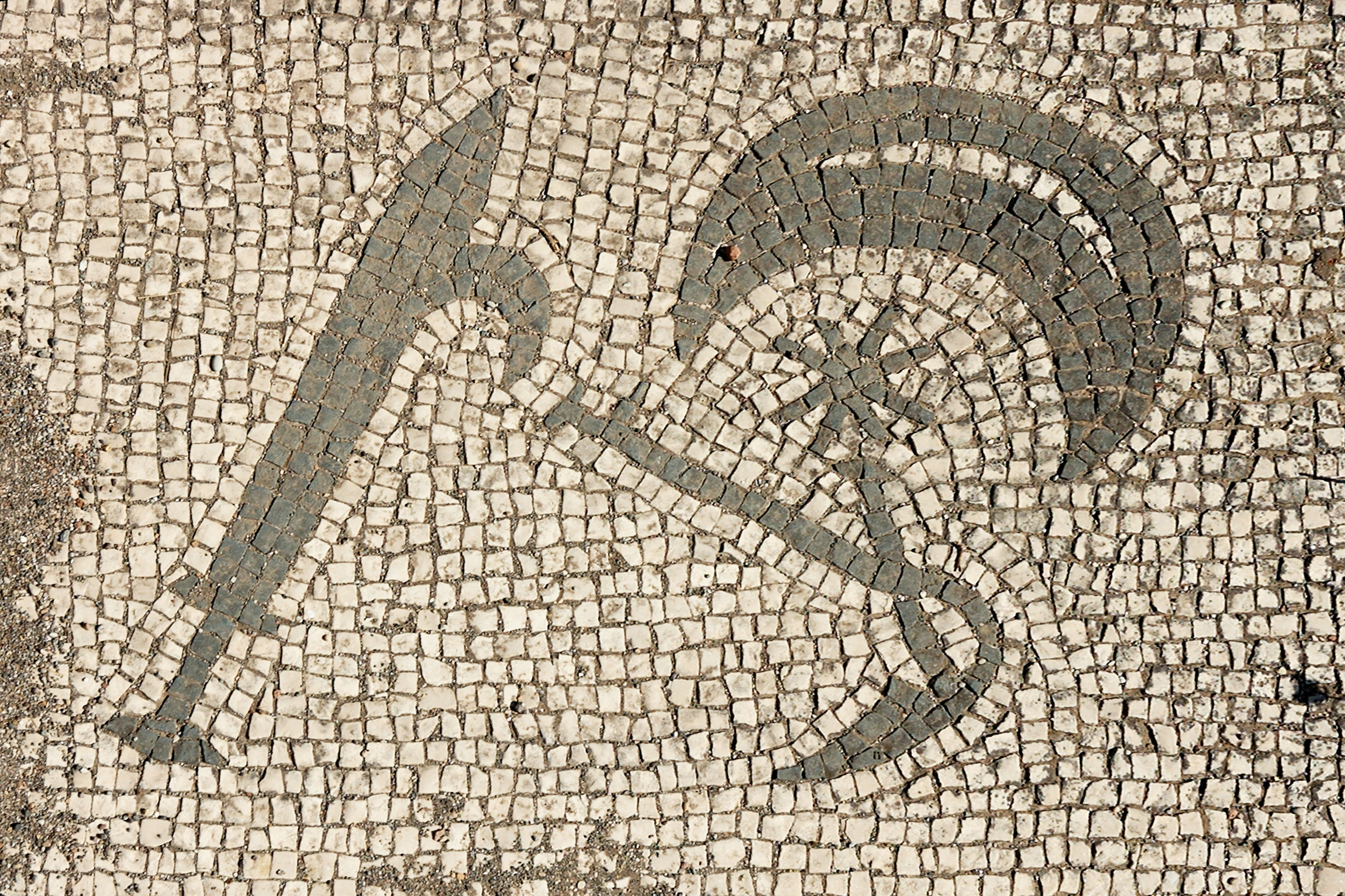
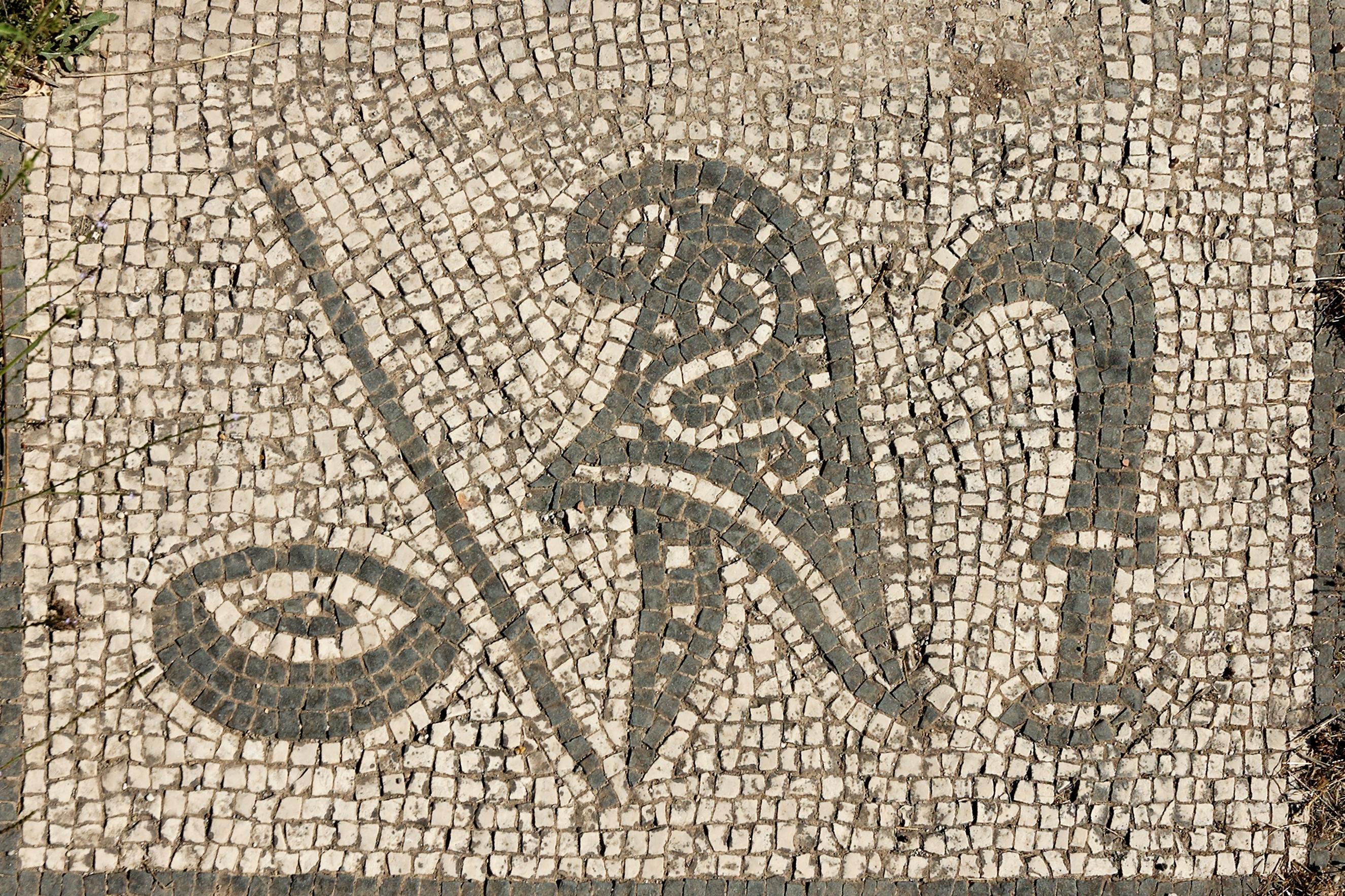